# David Coverdale
David Coverdale, angleški rock pevec, tekstopisec in glasbenik, * 22. september 1951, Saltburn-by-the-Sea, Redcar and Cleveland, Anglija.
Najbolj je poznan kot glavni pevec in tekstopisec v skupinah Deep Purple in Whitesnake.